# Вторжение самолётов ВВС Турции в воздушное пространство Болгарии (9 февраля 1948)
Вторжение истребителей ВВС Турции в воздушное пространство Болгарии 9 февраля 1948 года — событие «холодной войны» на Балканах.

## История
9 февраля 1948 года в 11 часов 45 минут в условиях отличной видимости два одноместных истребителя Supermarine Spitfire LF Mk IX ВВС Турции пересекли болгарскую границу в 7 километрах к западу от пограничного поста у деревни Резово, держа направление вдоль границы. Достигнув деревни Резово, они повернули на север вдоль черноморского побережья страны.
Во время их пролёта над деревней Синеморец болгарские пограничники предупредили самолёты запуском красных сигнальных ракет, но вместо того, чтобы вернуться или совершить посадку, самолёты сделали круг над деревней и продолжили полёт на север, к мысу Бургас. Самолёты летели на высоте 100—300 метров и, достигнув города Созопол, снизились и начали кружить над городом.
После повторного предупреждения запуском красных сигнальных ракет, который самолёты-нарушители проигнорировали, оба «спитфайра» были сбиты огнём с земли.
Первый самолёт упал в Чёрное море в 200 метрах от берега. Второй самолёт упал в 5 километрах севернее города Созопол, у острова Свети-Никола.
Пилот упавшего в море самолёта фельдфебель Кемаль Ментедес утонул, пилот второго самолёта — младший лейтенант Талиат Юлки Юд получил при посадке царапины и контузию, и был задержан.
Оба пилота были одеты в униформу пилотов турецких ВВС.

## Последующие события
Правительство Болгарии заявило официальный протест правительству Турции.
13 февраля 1948 года Болгарское телеграфное агентство опубликовало правительственное коммюнике и сообщило, что это не первый случай вторжения турецких самолётов в воздушное пространство Болгарии.